# Kościół Matki Bożej Nieustającej Pomocy w Krzeczowie
Kościół Matki Bożej Nieustającej Pomocy w Krzeczowie – rzymskokatolicki kościół parafialny znajdujący się w Krzeczowie w powiecie bocheńskim województwa małopolskiego.

## Historia kościoła
Kościół został zbudowany w latach 1988–1994 według projektu Józefa Szczebaka. Poświęcenia i wmurowania kamienia węgielnego dokonał 10 września 1989 bp Józef Gucwa, a poświęcenia i konsekracji świątyni biskup tarnowski Józef Życiński 18 września 1994 roku. Wystrój wnętrza zaprojektowała artystka Bogdana Ligęza-Drwal. W ołtarzu głównym znajduje się obraz Matki Bożej Nieustającej Pomocy namalowany przez Filipa Kowalczyka. Po bokach usytuowane są płaskorzeźby, przedstawiające sceny Zwiastowania NMP i Narodzenia NMP. Nad ołtarzem natomiast góruje rzeźbiony krucyfiks. W mensie ołtarzowej znajdują się relikwie bł. Karoliny Kózki. Witraże zaprojektował i wykonał Józef Furdyna. Stacje drogi krzyżowej zostały wyrzeźbione przez Bogdanę Ligęzę-Drwal. W kaplicy Miłosierdzia Bożego znajduje się obraz Jezusa Miłosiernego pędzla Agnieszki Drwal.